# Jakobína Sigurðardóttir
Jakobína Sigurðardóttir (8. července 1918 – 29. ledna 1994) byla islandská spisovatelka. První práci uveřejnila v roce 1959. Její mladší sestra Friða Á. Sigurðardóttir byla rovněž spisovatelkou.

## Dílo

### Povídky
- Punktur á skökkum stað (1964, Tečka na nesprávném místě)
- Sjö vindur gráar (1970, Sedm šedivých předen)
- Vegurinn upp á fjallið (1990, Cesta na vrchol hory)

### Romány
- Dægurvísa (1965, Šlágr)
- Snaran (1968, Past)
- Lifandi vatnið (1974, Živá voda)
- Í sama klefa (1981, Ve stejné kajutě)

### České překlady
- Stella, povídka, překlad Josef Michl in Sedm životů : antologie severských novel, Praha : Práce, 1987